# Pondemaat
De pondemaat (Fries: pûnsmiet; uitspr.: [pǝs'miǝt] of [pǝs'mjɪt] of ook wel [pmjɪt]) is een oude Friese vlaktemaat. In 1813 werd de pondemaat uniform vastgesteld op 3674,363 358 816 m². (bijna 36,74 are). Traditioneel werd in deze maat de oppervlakte van stukken land uitgedrukt. Voor 1813 was er enige variatie naar de streek en soms naar de plaats.
De grondslag van de pondemaat wordt gevormd door de koningsroede: 240 vierkante koningsroeden maken een pondemaat. De pondemaat wordt verdeeld in 12 einsen, ieder van 20 vierkante roeden. De vierkante roede werd ook wel penning genoemd.
Andere van de pondemaat afgeleide vlaktematen waren:
- koningsweide: 1/240 pondemaat of 1 vierkante koningsroede[bron?] (15,31 m²)
- warstal: ¼ pondemaat of 60 vierkante koningsroede[4] (918,6 m²)
- haid: ½ pondemaat of 120 vierkante koningsroeden[3] (1837 m²)
- lopenstal; mansmad, mad of mêd; head: ¾ pondemaat of 180 vierkante koningsroeden[4] (2756 m²)
- mud: 1¼ pondemaat of 300 vierkante koningsroeden[3] (4.593 m²)
- koegang: 2 pondemaat of 480 vierkante koningsroeden[3] (7349 m²)
- morgen: 2½ pondemaat of 600 vierkante koningsroeden[4] (9186 m²)

In het noorden van Friesland wordt nog vaak als herkenning voor percelen weiland een naam gebruikt, gevolgd door een cijfer, wat dan weer de grootte van het bedoelde perceel aangeeft. Zo wordt bijvoorbeeld met "lange 3" een lang en smal stuk weiland bedoeld ter grootte van drie pondemaat en is "achttiens hoek" een stuk grond van 18 pondemaat (ruim 6,5 bunder of ha.) wat vroeger uit veel stukken ("hoekjes") bestond.
De pondemaat heeft het als vlaktemaat in de vroege 20e eeuw moeten afleggen tegen de are en bunder, al wordt hij zelfs begin 21e eeuw nog een enkele keer aangetroffen.